# 5 Barrel Pale Ale
5 Barrel Pale Ale je pivo vyráběné americkým pivovarem Odell Brewing Company, prvně stočené v roce 1994.

## Historie
V roce 1994, pět let po otevření pivovaru samotného, připravili vařiči pivovaru Odell pět různých pokusných várek piva typu pale ale. Připravily se rychle za sebou za dodržování přísně stanovených požadavků. Svůj název pivo získalo díky tomu, že bylo vařeno v novém pětibarelovém pivovaru. Pivo je vařejno z osmi různých chmelových přísad z několika odrůd a do várky i kvasné kádě jsou přidávány celé chmelové hlávky.
Do roku 1996 bylo pivo k dispozici pouze točené, od uvedeného letopočtu se stáčí i do lahví.

## Ocenění
Pivo získalo několik ocenění, například na Los Angeles Country Fair, North American Beer Awards nebo Stockholm Beer and Whiskey Festivalu.